# Resolució 1860 del Consell de Seguretat de les Nacions Unides
La Resolució 1860 del Consell de Seguretat de les Nacions Unides fou adoptada el 8 de gener de 2009. Després de recordar les resolucions 242 (1967), 338 (1973), 1397 (2002), 1515 (2003) i 1850 (2008) sobre el conflicte israelià-palestí, el Consell va demanar un alto el foc immediat a la guerra de Gaza després de 13 dies de lluita entre Israel i Hamàs.
Finalment, la resolució va ser infructuosa a mesura que Israel i Hamas l'ignoraven i els combats continuaven.

## Detalls
La resolució va demanar que "un alto el foc immediat a la Franja de Gaza condueixi a una retirada total israeliana, sense impedir el subministrament a Gaza d'aliments, combustible i tractament mèdic, i intensifiqui els acords internacionals per evitar el contraban d'armes i municions". Tots els membres van destacar la importància d'un "alto el foc immediat i durador".

## Votació
La resolució va ser aprovada per 14 vots contra cap i l'abstenció dels Estats Units. Explicant l'abstenció, la secretària d'Estat estatunidenca, Condoleezza Rice, va dir que els EUA volien veure el resultat dels esforços de pau d'Egipte, però van permetre que la resolució continués perquè era un pas en la direcció correcta. Més tard es va revelar que l'abstenció va ser ordenada pel President George W. Bush. El primer ministre israelià Ehud Olmert va dir que Bush estava actuant segons el seu consell.

## Impacte i aplicació
L'estatut d'Israel com a estat membre de les Nacions Unides significa que està obligat, d'acord amb l'article 25 de la Carta de les Nacions Unides, a "acceptar i dur a terme les decisions del Consell de Seguretat".

## Reaccions

### Israel
En un comunicat publicat immediatament després de la sessió del govern d'Israel el 9 de gener, el govern va declarar que no acceptaria la resolució de l'ONU, declarant que "les FDI continuaran actuant per assolir els objectius de l'operació, provocar un canvi en la situació de seguretat al sud del país, d'acord amb els plans que s'han aprovat en iniciar la seva operació." A més, el primer ministre israelià, Ehud Olmert, va considerar la resolució "inabastable" a causa del continu foc de coets per part de Hamàs.

### Hamàs
El mateix dia Ayman Taha, un portaveu de Hamàs a Gaza va dir: "Tot i que som els principals actors del terreny a Gaza, no se'ns va consultar sobre aquesta resolució i no ho han fet tenint en compte la nostra visió i els interessos de la nostra gent."